# Thomas Freund (Staatssekretär)
Thomas Freund (* 29. Januar 1958 in Gelsenkirchen; † 9. Oktober 2019 in Berlin) war ein deutscher politischer Beamter.
Seit 2002 vertrat er als Staatssekretär für Bundesangelegenheiten und Beauftragter das Land Mecklenburg-Vorpommern beim Bund, bis er in dieser Funktion am 25. Oktober 2011 durch Angelika Peters abgelöst wurde.

## Werdegang
Nach dem 1976 in Essen abgelegten Abitur studierte Thomas Freund bis 1984 Romanistik und Germanistik in Bonn, Lissabon und Köln. Er schloss mit dem ersten Staatsexamen für das Lehramt der Sekundarstufe II ab. Dem Zivildienst beim Deutschen Roten Kreuz folgte ein Forschungsaufenthalt in Lissabon (1985–1987). Finanziert durch ein Stipendium des Deutschen Akademischen Austauschdienstes arbeitete er an seiner Dissertation über Sebastião José de Carvalho e Melo, die Promotion erfolgte im Mai 1988.

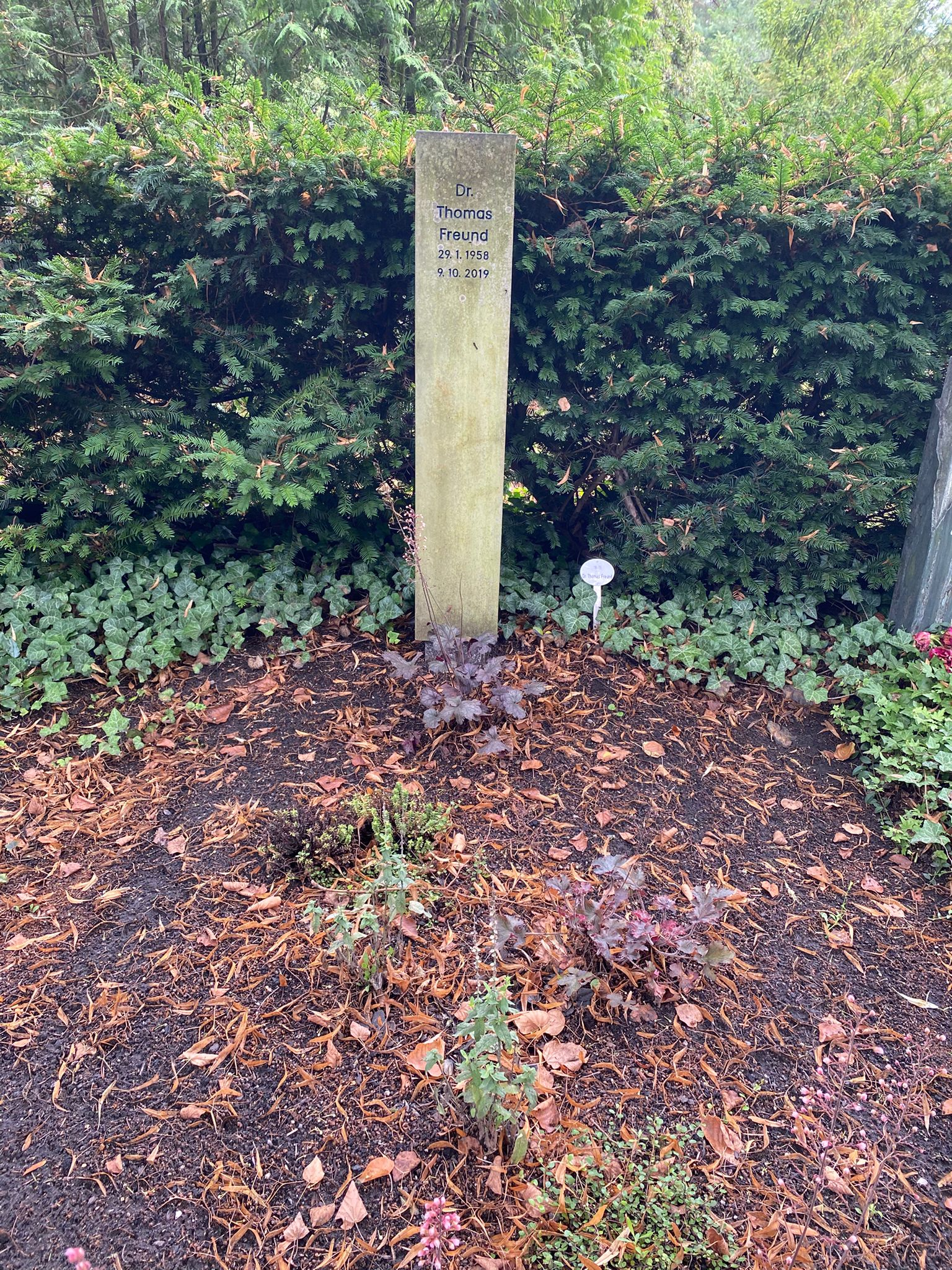
Grabstätte auf dem Friedhof Pankow III

Von 1987 bis 1988 war Freund Volontär an der Hamburger Journalistenschule, im Anschluss wurde er Redakteur im Politischen Ressort des Wirtschaftsmagazins „impulse“. 1993 ging Freund als Leiter der Pressestelle der SPD-Landtagsfraktion nach Mecklenburg-Vorpommern. Im Januar 1995 wurde er stellvertretender Regierungssprecher. Nach dem auf die Landtagswahl 1998 folgenden Antritt der rot-roten Koalition unter Ministerpräsident Harald Ringstorff (SPD) stieg Freund zum Regierungssprecher auf. Diese Funktion bekleidete er bis zu seiner Ernennung zum Staatssekretär im November 2002.
Im Dezember 2009 griff Freund die CDU, insbesondere Berndt Seite, öffentlich wegen ihrer „Wendehälse“ aus der Zeit als Blockpartei an. Mit nur 53 Jahren wurde er 2011 von Ministerpräsident Erwin Sellering (SPD) in den vorläufigen Ruhestand versetzt. Eine neue besoldete Tätigkeit wurde ihm nicht mehr übertragen.
Thomas Freund wurde auf dem Friedhof Pankow III beigesetzt. 

## Schriften
- Pombalmythen in der portugiesischen Literatur, com um resumo em português: „Mitos pombalinos na literatura portuguesa“. Klein, Köln 1988, ISBN 3-926135-04-2.
- als Mitarbeiter: Staatshandbuch der Bundesrepublik Deutschland, Ausgabe Mecklenburg-Vorpommern. Handbuch der Landes- und Kommunalverwaltung mit Aufgabenbeschreibungen und Adressen, Ausgabe 2008. Heymanns, Köln 2007, ISBN 978-3-452-26658-3.